# Autorité régionale de transport métropolitain
L'Autorité régionale de transport métropolitain (ARTM) est une agence gouvernementale québécoise chargée de la planification, de l'organisation et du financement du transport collectif dans la Communauté métropolitaine de Montréal. Elle succède à l'Agence métropolitaine de transport (AMT) et aux Conseils intermunicipaux de transport (CIT).
Un comité de transition a été instauré à cet effet. L'ARTM a été créée le 20 mai 2016, à la suite de l'entrée en vigueur légale du projet de loi 76 et n'a pas encore hérité des responsabilités de l'AMT et des CIT au 25 août 2016. Le 1er juin 2017, l'autorité de l'ARTM devient effective et celle-ci remplace l'AMT et les CIT en ce qui a trait aux mandats relatifs à la planification et à l'organisation du transport collectif. Quant à lui, le Réseau de transport métropolitain (Exo) succède à ces mêmes organisations en ce qui a trait aux mandats opérationnels.

## Description
En collaboration avec le ministère des Transports du Québec, l'Autorité organise et supervise la planification et la tarification du transport collectif sur le territoire des municipalités de la Communauté métropolitaine de Montréal, de Saint-Jérôme et de Kahnawake. Quatre organismes publics de transport en commun, qui agissent notamment à titre d'exploitants, sont sous sa juridiction :
- Réseau de transport de Longueuil (RTL)
- Réseau de transport métropolitain (sous l'identité de marque Exo)
- Société de transport de Laval (STL)
- Société de transport de Montréal (STM)

L'ARTM peut également conclure des ententes contractuelles avec un autre exploitant d'un système de transport collectif qui se trouve sur son territoire. C'est d'ailleurs ce qu'elle a fait avec la Caisse de dépôt et de placement du Québec dans le cadre des travaux du Réseau express métropolitain (REM).
Elle est aussi responsable de la Carte Opus, des 61 stationnements incitatifs, des terminus métropolitains et de plusieurs autres projets.
Elle doit :
- planifier et établir une offre de transport;
- coordonner les services de transport collectif du territoire;
- gérer les recettes tarifaires;
- favoriser la fluidité de la circulation sur le réseau artériel métropolitain;
- le maintien, l’amélioration, ou le remplacement d’équipements et d’infrastructures de transport collectif.

Pour certains de ses équipements métropolitains, tels que les terminus métropolitains, l'ARTM peut en déléguer l'exploitation à l'une des quatre sociétés de transport sous sa juridiction.

## Tarification
L'ARTM est responsable de la fixation des tarifs de transport en commun dans la région du Grand Montréal, y compris la technologie de perception des tarifs et le système de carte Opus. Elle a entrepris en 2021 un travail de simplification de la structure tarifaire, visant à réduire le nombre de zones tarifaires et à retirer la majorité des 700 titres de transport différents disponibles sur le territoire.
Il existe deux principaux catégories de titres de transport :
- Les titres Bus sont valables sur les autobus partout sur le territoire (zones A, B et C, y compris entre les zones). Les billets d'autobus hors territoire sont valables sur les services d'autobus Exo qui opèrent entre les zones C et D.
- Les titres Tous modes sont spécifiques à une ou plusieurs zones (A, AB, ABC ou ABCD) mais sont valables sur tous les modes de transport proposés dans ces zones (autobus, train de banlieue, REM, navette fluviale ou métro).

On peut acheter des titres valables pour :
- 1, 2 ou 10 déplacements. Ces déplacements peuvent inclure un nombre illimité de correspondances sur les modes et zones valides, pour une durée maximale de 90 ou 120 minutes[15].
- Des déplacements illimités pour une soirée, un week-end, 24 heures, 3 jours ou un mois.

Des tarifs réduits sont disponibles pour les enfants, les étudiants de plus de 18 ans et les personnes de 65 ans et plus. Les enfants de 11 ans et moins voyagent gratuitement.
La grille tarifaire comprend des titres de transport plus spécifiques et moins flexibles pour les opérateurs individuels de transport en commun et les secteurs d'autobus Exo. Le transport adapté dispose de sa propre grille tarifaire pour les utilisateurs inscrits.

### Zones tarifaires
L'ARTM met progressivement en œuvre un système tarifaire avec quatre zones sur son territoire, nommées de A à D.
- Zone tarifaire A - Agglomération de Montréal
- Zone tarifaire B - Laval et Agglomération de Longueuil
- Zone tarifaire C - Couronnes nord et sud
- Zone tarifaire D - Zones desservies par Exo mais hors juridiction de l'ARTM

Avant le 1er juillet 2021, l'ARTM découpait le territoire en 8 zones pour les titres de trains et les passes mensuelles, numérotées de 1 à 8. Depuis 2021, des titres de transport ont été introduits pour tous les modes de transport utilisant des combinaisons de A, AB, ABC et ABCD, ainsi que pour les autobus dans ABC et entre C et D.
Depuis la grille tarifaire du 1er juillet 2024, seuls les titres de transport spécifiques aux trains et à certaines municipalités utilisent les anciennes zones. Les organismes de transport en commun opérant sur le territoire de l'ARTM appliquent ces nouveaux tarifs.

## Financement
L’ARTM est responsable de la tarification, la vente, perception et validation des tarifs, et de la rémunération en grande partie des services de transport collectif sur son territoire.
Les sources de financement incluent :
- des taxes sur l’essence et l’immatriculation imposées sur le territoire
- la vente de titres de transport, la tarification de stationnements incitatifs payants et des amendes payées
- des allocations dans le budget provincial, par plusieurs programmes de financement de transport collectif ou d’un grand chantier
- des redevances pour financer une nouvelle offre de service
- des contributions des municipalités du territoire et des municipalités hors-territoire desservies par Exo.

En termes de dépenses, les plus grandes sont les contrats d’exploitation avec les organismes publics de transport en commun et le REM. En 2025 ces coûts représentent 89 % de son budget. Les exploitants sont rémunérés selon leurs coûts fixes et selon le déplacement de leurs services. Les autres dépenses comprennent des infrastructures métropolitaines comme des terminus, billetteries et le système de tarification, ainsi que des activités de planification et organisation des services.

## Biens et équipements
L'ARTM est propriétaire de plusieurs équipements de nature métropoitaines ou d'utilisation à plusieurs exploitants de transport. Elle conflie l'exploitation de ces actifs à l'organisme principal où se trouve l'équipement. Ces équipements incluent :
- Stationnements incitatifs
- Voies réservés pour autobus et infrastructure pour le SRB
- Terminus d'autobus métropolitains
- Billeteries métropolitains
- Le système de carte Opus

L'ARTM est propriétaire et exploitant de la Gare d'autocars de Montréal, terminus principal pour les autocars interurbains.

## Identité visuelle (logotype)

Logo de l'AMT de 1996 jusqu’en 2010.
Logo de l'AMT jusqu'au 1er juin 2017.
Logo de l'ARTM depuis le 1er juin 2017.